# Camadeniana capitalis
Camadeniana capitalis är en fjärilsart som beskrevs av Embrik Strand 1915. Camadeniana capitalis ingår i släktet Camadeniana och familjen vecklare. Inga underarter finns listade i Catalogue of Life.